# Philibert Le Blanc
Philibert Le Blanc né le 12 novembre 1644 à Beaune et mort le 2 septembre 1720 à Guangzhou est un missionnaire en Chine, père adoptif de Arcade Huang (1679-1716), puis vicaire apostolique de la province du Yunnan.

## Biographie
Philibert Le Blanc nait le 12 novembre 1644 à Beaune. Membres des MEP (Pères des Missions Étrangères de Paris) il est nommé vicaire apostolique du Yunnan en 1699,.
Il arrive dans le Yunnan à Kunming en 1702 avec P. Danry et y reste 5 ans. Ils ne trouvent sur place que 4 personnes chrétiennes et les emploient comme catéchistes. Philibert Leblanc achète des maisons et des terrains et donne des cours aux enfants dans l'espoir de les amener au sacerdoce. Il avait pour projet de fonder un collège pour les séminaristes du Tonkin. P. Danry de son côté se consacre à la conversion, avec un résultat de plus d'un millier de conversion en 1706.
En 1707 Philibert Leblanc essaie de construire une église mais comme il refuse de prendre le permis impérial (xinpiao) il est finalement expulsé du pays. Ces permis ont été instaurés par l'empereur Kangzi et autorisaient l'évangélisation du 18 décembre 1706 au 12 janvier 1724. Il a été critiqué par P. Laureati, un Jésuite, qui lui reproche de ne pas avoir été exact dans ses rapports sur les conversions de la province. Le 3 décembre 1718, il est nommé évêque titulaire de Troade (de).